# Lomatium macrocarpum
Lomatium à gros fruits
Espèce
Lomatium macrocarpum, le Lomatium à gros fruits, est une espèce de plantes à fleurs de la famille des Apiaceae. C'est une plante herbacée endémique d'Amérique du Nord.

## Description

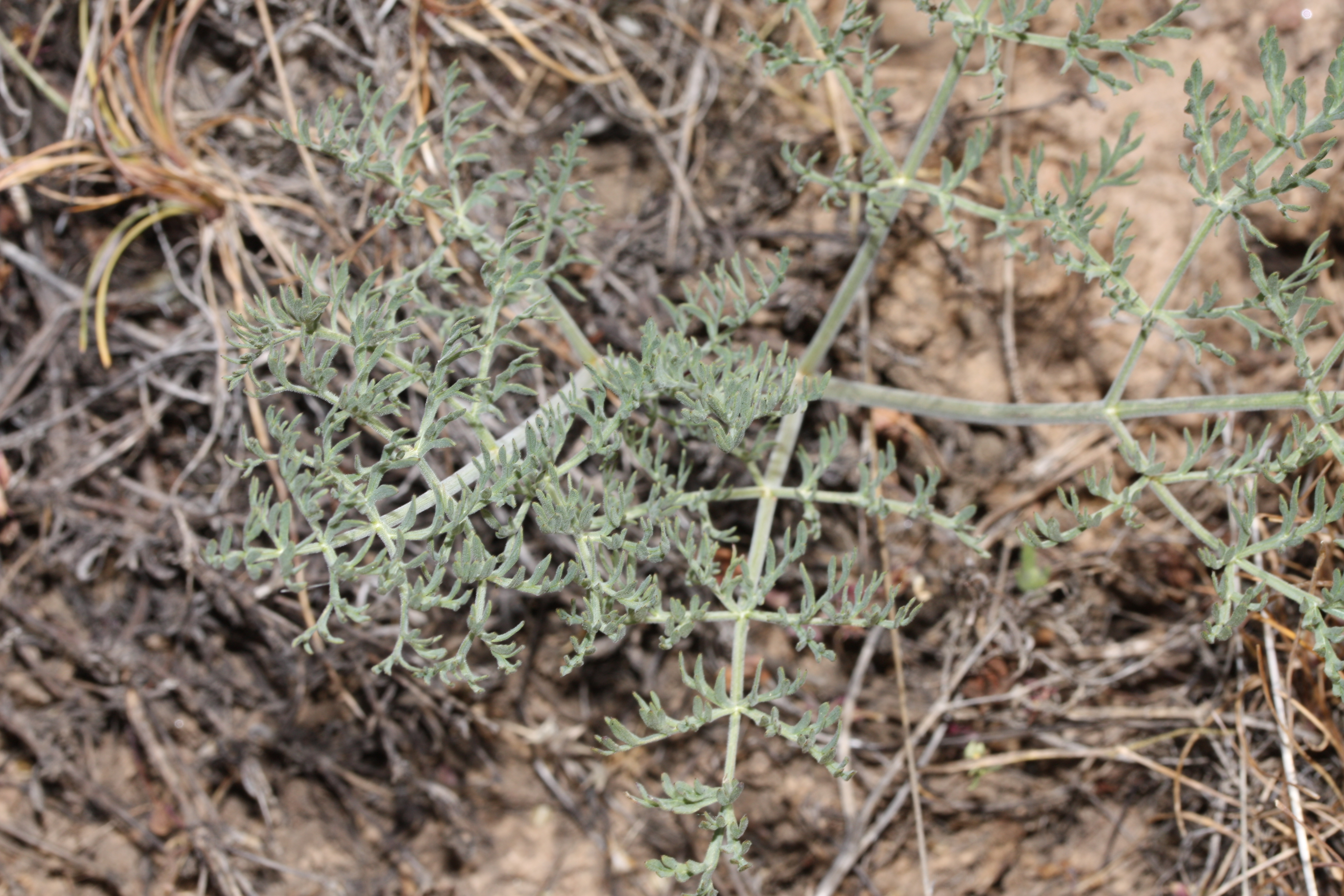
Feuilles.

C'est une herbacée vivace robuste issue d'une racine pivotante allongée et épaissie ou d'une base tubéreuse ou en forme de collier, coiffée d'une couronne racinaire simple, souvent souterraine. La tige est ramifiée près de la base, d'une hauteur de 12 à 50 cm, étalée ou ascendante. Les feuilles sont toutes basales, groupées près du sol, finement disséquées, grisâtres, poilues à laineuses ; les segments ultimes ne ressemblent pas à des folioles, et sont petits, étroits et pennés.

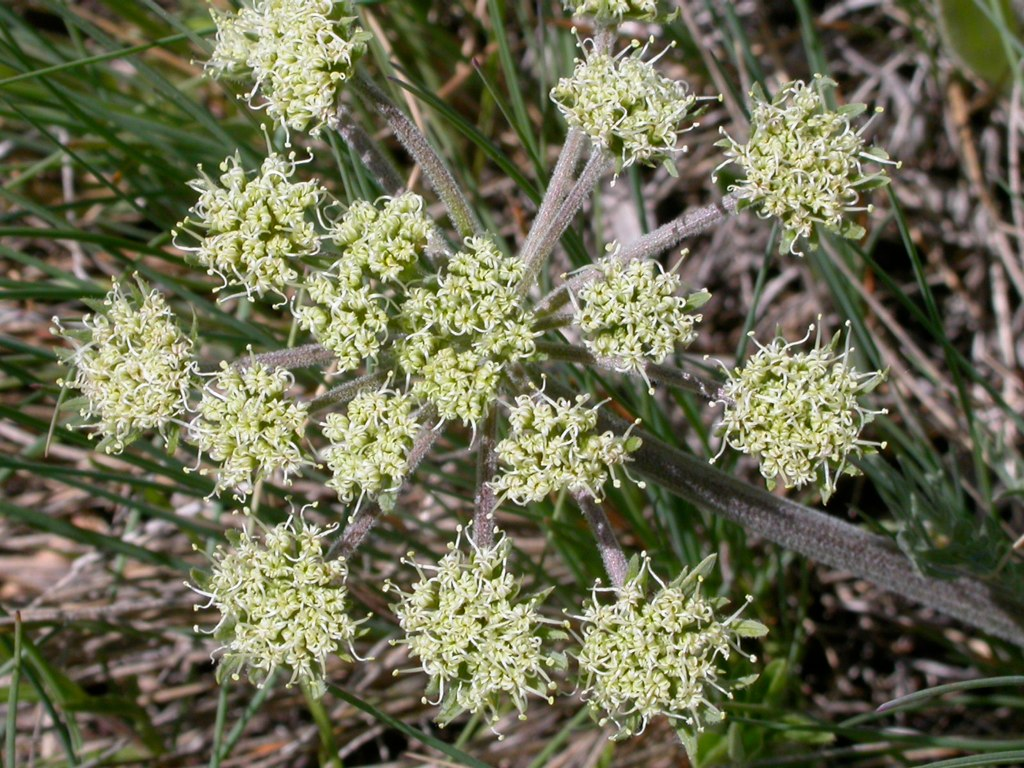
Ombelle.

Les inflorescences sont en ombelles composées, à fleurs blanches ou blanc violacé, rarement jaunes ; les rayons de l'ombelle s'allongent inégalement, longs de 2 à 6 cm ; les bractées de l'involucelle sont étroites, le plus souvent linéaires ou irrégulièrement fusionnées, bien développées et bien visibles.

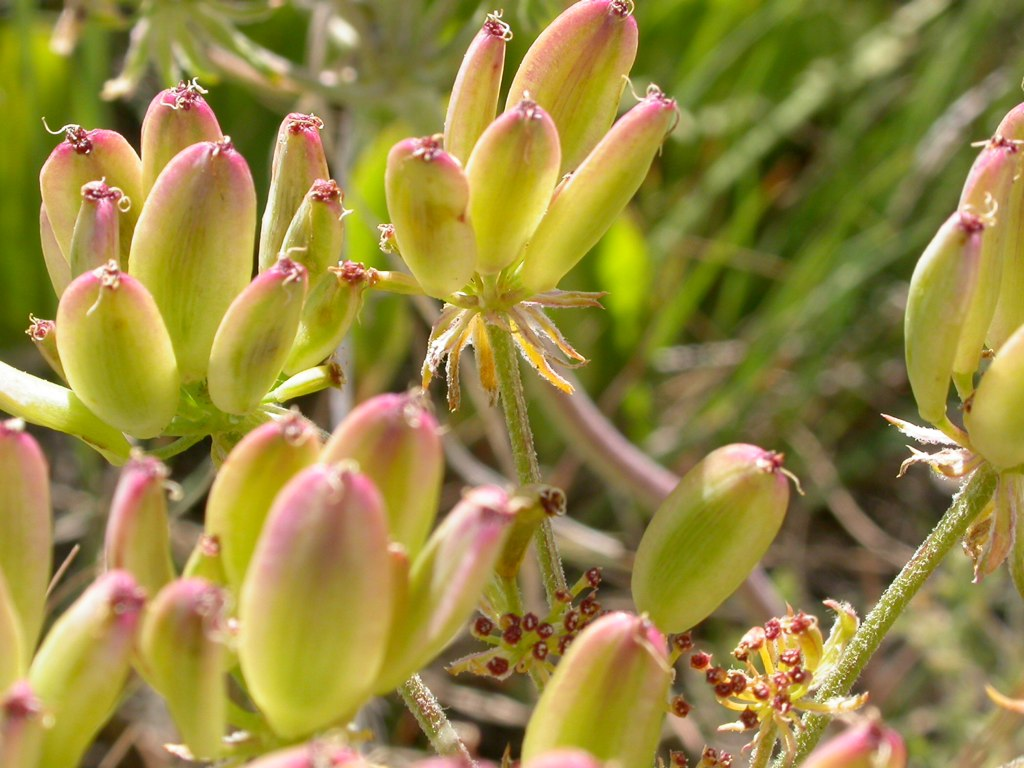
Fruits immatures.

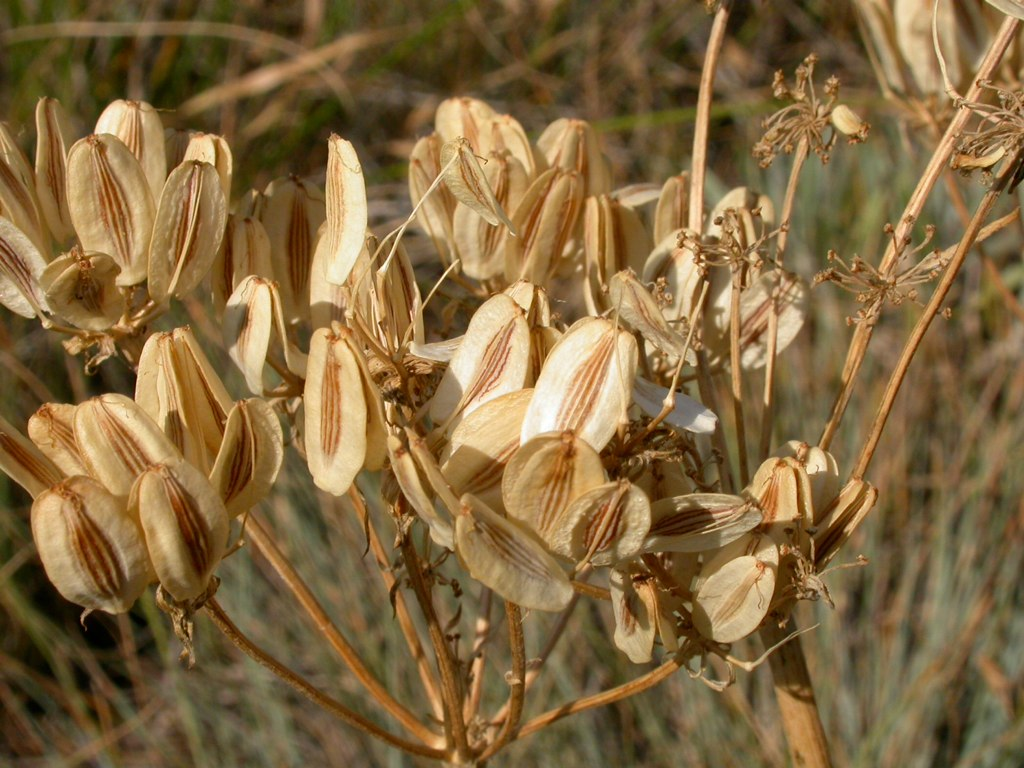
Fruits matures.

Les fruits sont blongs à elliptiques, de 7 à 28 mm de long, glabres, possédant des ailes étroites à assez larges. Il y a un tube à huile (vittae) solitaire dans chaque intervalle (vallécule).

## Habitat et répartition

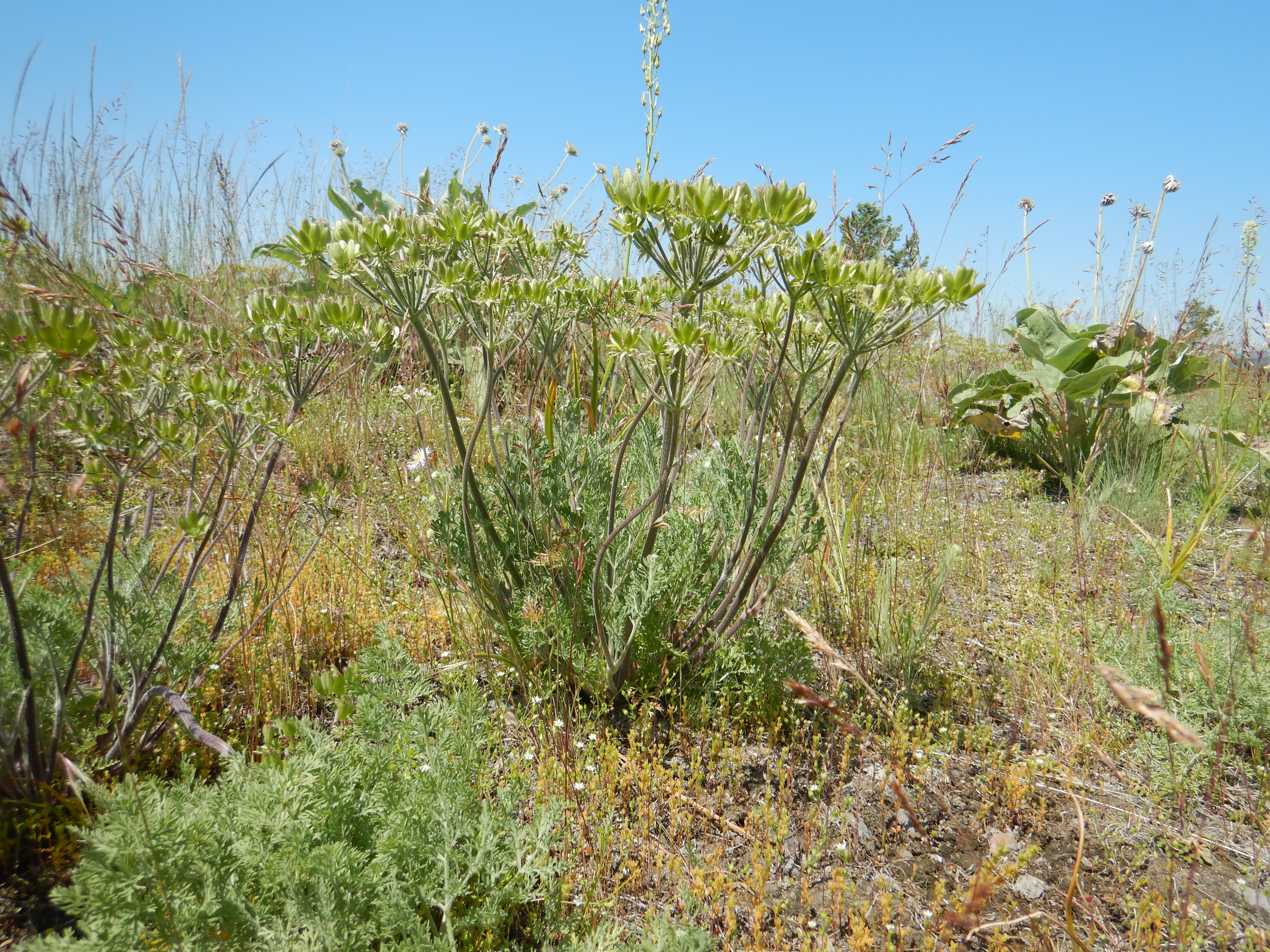
L'espèce dans son habitat, ici une prairie sèche.

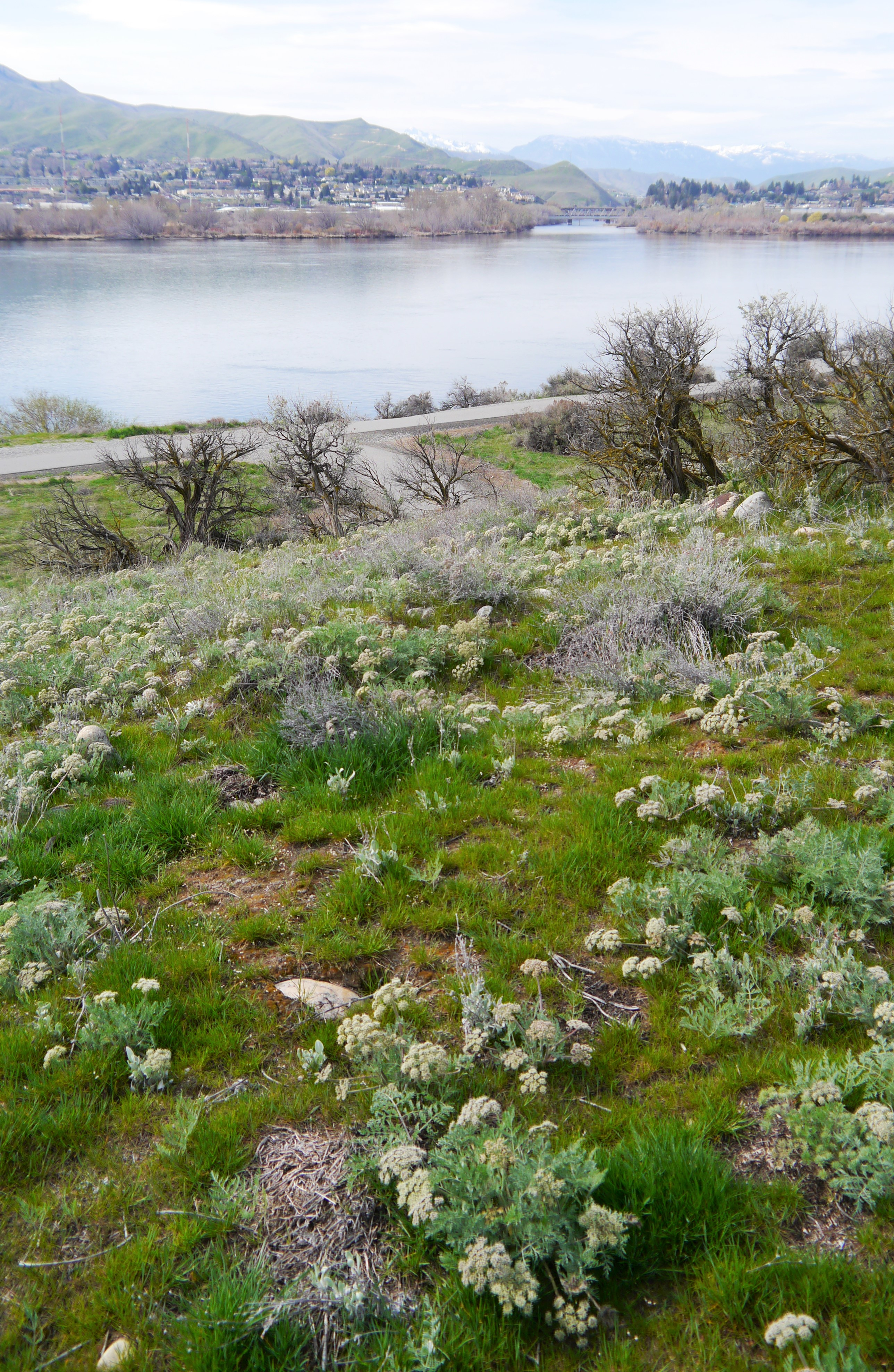
Lomatium macrocarpum près du fleuve Columbia à East Wenatchee, dans le Comté de Douglas (Washington).

C'est une espèce endémique de l'ouest de l'Amérique du Nord, présente dans les états américains ou provinces canadiennes suivants : Alberta, Colombie-Britannique, Californie, Colorado, Idaho, Manitoba, Montana, Nevada, Dakota du Nord, Oregon, Saskatchewan, Dakota du Sud, Utah, Washington et Wyoming.
Elle pousse dans les pentes rocheuses ou graveleuses sèches et les prairies, dans les zones de plaine, de steppe et de montagne.

## Systématique
Le nom correct complet (avec auteur) de ce taxon est Lomatium macrocarpum (Nutt. ex Torr. & A.Gray) J.M.Coult. & Rose,,, ou Lomatium macrocarpum (Hook. & Arn.) J.M.Coult. & Rose,,,. En effet, selon les sources, l'espèce aurait été initialement classée dans le genre Ferula sous le basionyme Ferula macrocarpa Hook. & Arn., 1839 ou dans le genre Peucedanum sous le basionyme Peucedanum macrocarpum Nutt. ex Torr. & A.Gray, 1840. Cette disparité dans l'attribution des auteurs originaux (c'est-à-dire dans la désignation du basionyme) peut s'expliquer par le fait que dans la publication du nom Peucedanum macrocarpum, les botanistes américains John Torrey et Asa Gray écrivent « Nous avons décrit cette plante à partir de spécimens collectés par M. Nuttall. Elle n'est peut-être pas identique à Ferula macrocarpa Hook. & Arn. ».
L'espèce porte en français le nom normalisé de « Lomatium à gros fruits, ».
Lomatium macrocarpum a pour synonymes selon Plants of the World online (POWO) (11 novembre 2023) :
(synonymes homotypiques)
- Cogswellia macrocarpa (Hook. & Arn.) M.E.Jones, 1908
- Ferula macrocarpa Hook. & Arn., 1839
- Peucedanum macrocarpum (Hook. & Arn.) Nutt. in J.Torrey & A.Gray, 1840
- Thaspium macrocarpum (Hook. & Arn.) S.Watson, 1878

(synonymes hétérotypiques)
- Cogswellia artemisiarum J.M.Coult. & Rose, 1909
- Cogswellia macrocarpa var. artemisiarum (Piper) H.St.John, 1937
- Lomatium artemisiarum Piper, 1906
- Lomatium ellipticum (Torr. & A.Gray) J.M.Coult. & Rose, 1900
- Lomatium macrocarpum var. artemisiarum Piper, 1902
- Lomatium macrocarpum var. douglasii Jeps., 1924
- Lomatium macrocarpum var. ellipticum (Torr. & A.Gray) Jeps., 1924
- Lomatium macrocarpum var. semivittatum Piper, 1902
- Peucedanum eurycarpum J.M.Coult. & Rose, 1888
- Peucedanum foeniculaceum Newb., 1858, nom. illeg.
- Peucedanum macrocarpum var. eurycarpum A.Gray, 1872
- Peucedanum nudicaule var. ellipticum Torr. & A.Gray, 1857